# هفتاد و یکمین دوره جوایز اسکار
هفتاد و یکمین دوره مراسم اعطای جوایز اسکار (انگلیسی: 72th Academy Awards) در ۲۱ مارس ۱۹۹۹ در دوروتی چندلر پاویون، لس آنجلس برگزار شد. در این مراسم بهترین فیلم‌های سال ۱٩٩٨ جهان به انتخاب آکادمی علوم و هنرهای تصاویر متحرک جایزه گرفتند.
ووپی گلدبرگ مجری این مراسم بود.

## جوایز

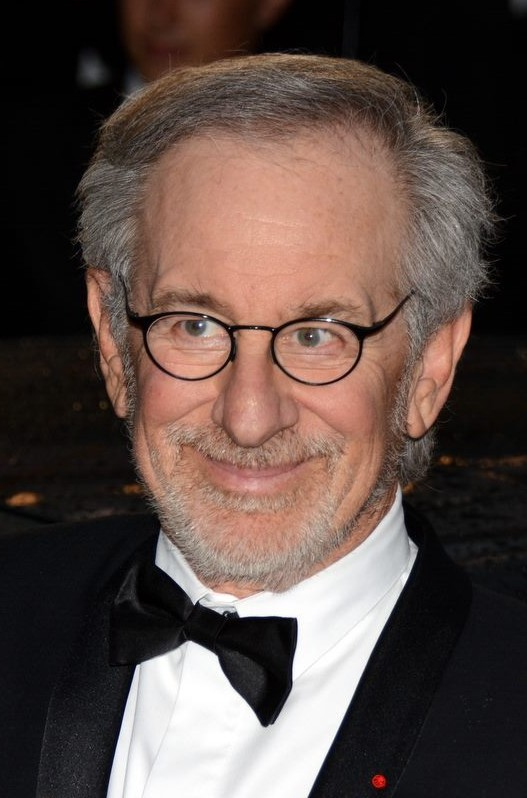
استیون اسپیلبرگ، Best Director winner

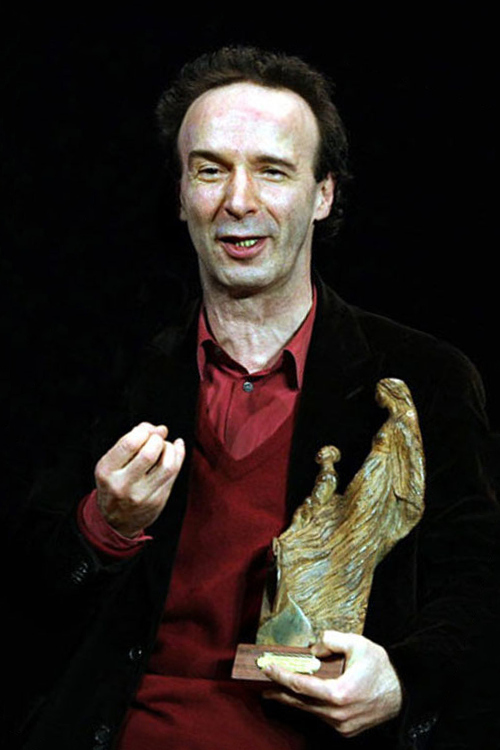
روبرتو بنینی، Best Actor winner

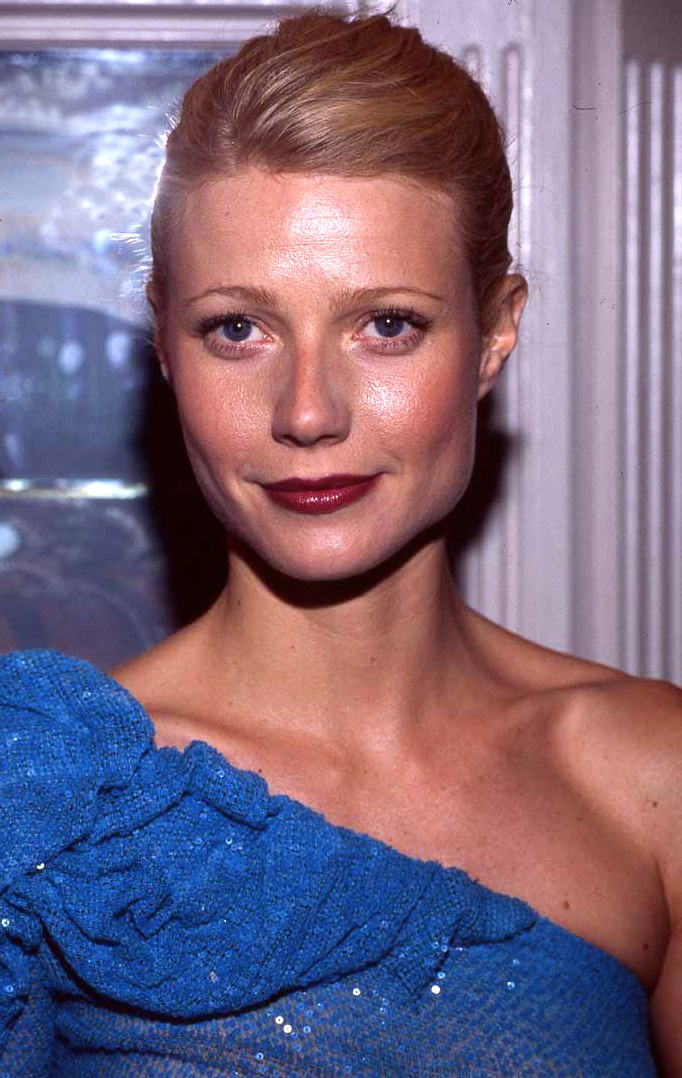
گوئینت پالترو، Best Actress winner

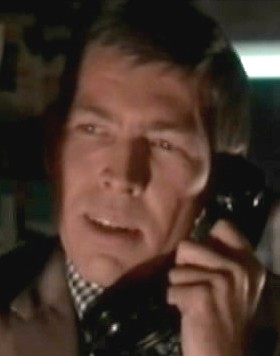
جیمز کابرن، Best Supporting Actor winner

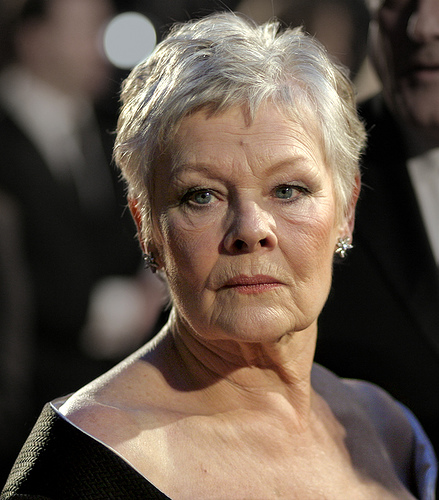
جودی دنچ، Best Supporting Actress winner

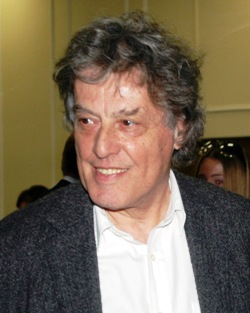
تام استاپارد، Best Original Screenplay co-winner

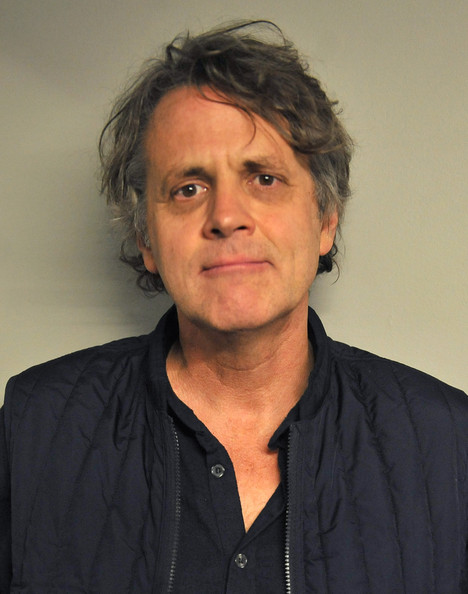
کریس ودج، Best Animated Short Film winner

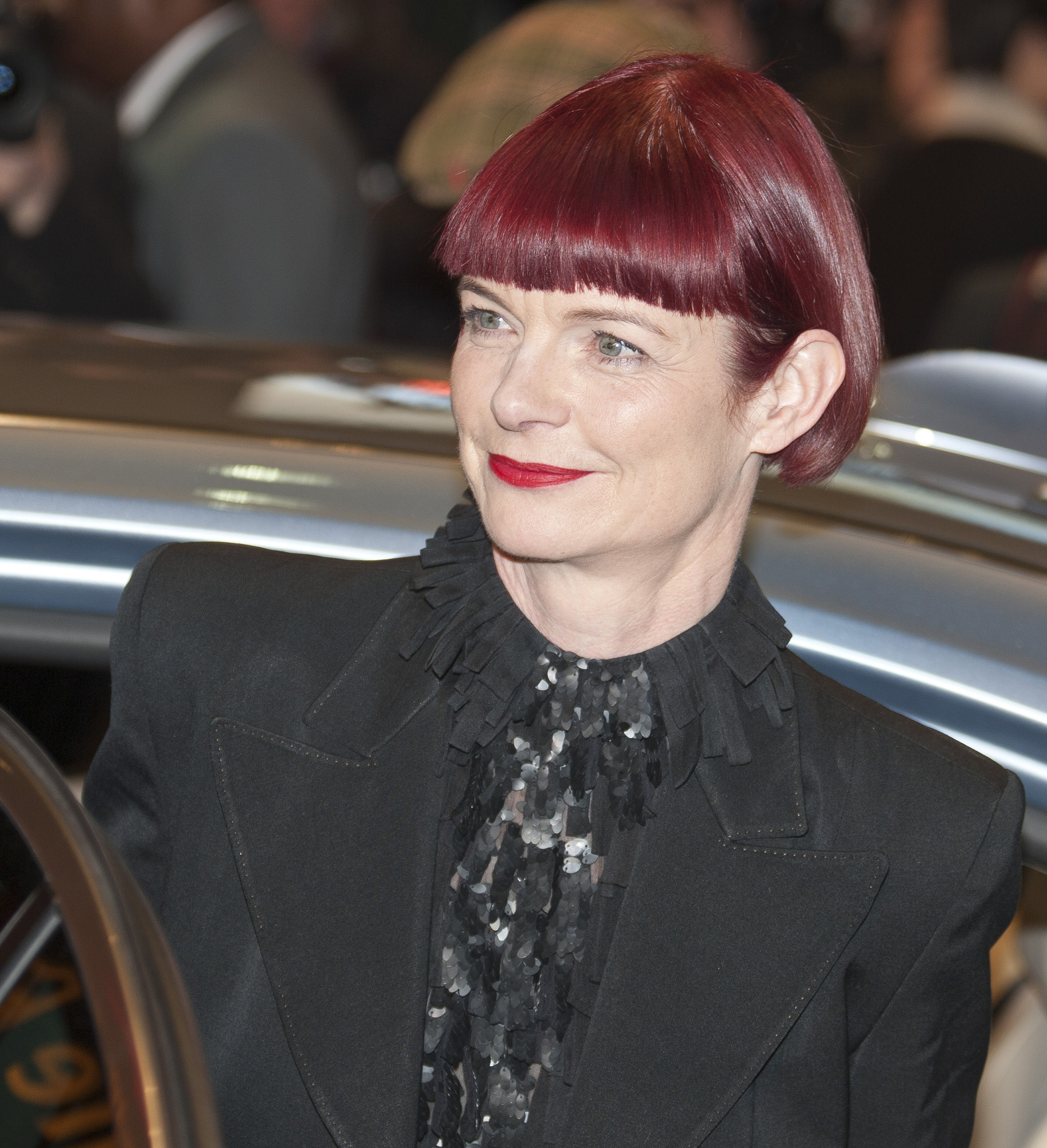
سندی پاول, Best Costume Design winner

برندگان نخست و در حروف برجسته پررنگ فهرست شده‌اند.
| جایزه اسکار بهترین فیلم - 'شکسپیر عاشق – هاروی واینستین، دونا گیگلیوتی، David Parfitt, ادوارد زوئیک، مارک نورمن - نجات سرباز رایان – استیون اسپیلبرگ، مارک گوردون، یان برایس - الیزابت – الیسون اوون، اریک فلنر، تیم بوان - زندگی زیباست – Elda Ferri, Gianluigi Braschi - خط باریک سرخ – Robert Michael Geisler, گرنت هیل، John Roberdeau                                                                                            | جایزه اسکار بهترین کارگردانی - 'استیون اسپیلبرگ – نجات سرباز رایان - روبرتو بنینی – زندگی زیباست - جان مدن – شکسپیر عاشق - ترنس مالیک – خط باریک سرخ - پیتر ویر – نمایش ترومن |
| جایزه اسکار بهترین بازیگر نقش اول مرد - 'روبرتو بنینی – زندگی زیباست در نقش Guido Orefice - تام هنکس – نجات سرباز رایان در نقش Captain John Miller - ایان مک‌کلن – خدایان و هیولاها در نقش جیمز ویل - نیک نولتی – رنج در نقش Wade Whitehouse - ادوارد نورتون – تاریخ مجهول آمریکا در نقش Derek Vinyard | جایزه اسکار بهترین بازیگر نقش اول زن - 'گوئینت پالترو – شکسپیر عاشق در نقش Viola De Lesseps - کیت بلانشت – الیزابت در نقش Queen الیزابت یکم - فرناندا مونته‌نگرو – ایستگاه مرکزی در نقش Isadora "Dora" Teixeira - مریل استریپ – یک چیز واقعی در نقش Kate Gulden - امیلی واتسون – هیلاری و جکی در نقش ژاکلین دوپره |
| جایزه اسکار بهترین بازیگر نقش مکمل مرد - 'جیمز کابرن – رنج در نقش Glen Whitehouse - رابرت دووال – فعالیت مدنی در نقش Jerome Facher - اد هریس – نمایش ترومن در نقش Christof - جفری راش – شکسپیر عاشق در نقش Philip Henslowe - بیلی باب تورنتون – A Simple Plan در نقش Jacob Mitchell | جایزه اسکار بهترین بازیگر نقش مکمل زن - 'جودی دنچ – شکسپیر عاشق در نقش Queen الیزابت یکم - کتی بیتس – رنگ‌های بنیادین در نقش Libby Holden - برندا بلتین – لیتل ویس در نقش Mari Hoff - ریچل گریفیتس – هیلاری و جکی در نقش Hilary du Pré - لین ردگریو – خدایان و هیولاها در نقش Hanna |
| جایزه اسکار بهترین فیلم‌نامه غیراقتباسی - 'شکسپیر عاشق – مارک نورمن و تام استاپارد - بول‌ورث – وارن بیتی و Jeremy Pikser - زندگی زیباست – وینچنزو چرامی و روبرتو بنینی - نجات سرباز رایان – رابرت رودات - نمایش ترومن – اندرو نیکول | جایزه اسکار بهترین فیلم‌نامه اقتباسی - 'خدایان و هیولاها – بیل کاندن from Father of Frankenstein by Christopher Bram - خارج از دید – اسکات فرانک from Out of Sight by المور لئونارد - رنگ‌های بنیادین – الین می from Primary Colors by Joe Klein - A Simple Plan – اسکات اسمیت from A Simple Plan by Scott B. Smith - خط باریک سرخ – ترنس مالیک from The Thin Red Line by جیمز جونز |
| جایزه اسکار بهترین فیلم خارجی‌زبان - 'زندگی زیباست (Italy) به زبان زبان ایتالیایی – روبرتو بنینی - بچه‌های آسمان (ایران) به زبان زبان فارسی – مجید مجیدی - ایستگاه مرکزی (Brazil) به زبان زبان پرتغالی – والتر سالس - پدربزرگ و مادربزرگ (Spain) به زبان زبان اسپانیایی – خوزه لوئیس گارسی - تانگو (Argentina) به زبان زبان اسپانیایی – کارلوس سائورا                                                                                   | جایزه اسکار بهترین ترانه - 'وقتی باور کردی" from شاهزاده مصر – موسیقی و ترانه اثر استفان شوارتز - "I Don't Want to Miss a Thing" from آرماگدون – موسیقی و ترانه اثر دایان وارن - "That'll Do" from Babe: Pig in the City – موسیقی و ترانه اثر رندی نیومن - "A Soft Place to Fall" from The Horse Whisperer – موسیقی و ترانه اثر آلیسون مورر و Gwil Owen - "The Prayer" from جستجو برای کملوت – موسیقی اثر کارول بیر سیجر و دیوید فاستر; ترانه اثر کارول بیر سیجر, دیوید فاستر، Tony Renis و Alberto Testa |
| جایزه اسکار بهترین فیلم مستند - 'روزهای آخر – جیمز مل و Ken Lipper - Dancemaker – Matthew Diamond و Jerry Kupfer - The Farm: Angola, USA – Jonathan Stack و Liz Garbus - Lenny Bruce: Swear to Tell the Truth – Robert B. Weide - Regret to Inform – Barbara Sonneborn و Janet Cole | جایزه اسکار بهترین فیلم مستند (کوتاه) - 'The Personals – Keiko Ibi - A Place in the Land – Charles Guggenheim - Sunrise Over Tiananmen Square – Shui-Bo Wang و Donald McWilliams |
| جایزه اسکار بهترین فیلم کوتاه - 'Election Night – Kim Magnusson و آندرس توماس ینسن - Culture – Will Speck و Josh Gordon - Holiday Romance – الکساندر جووی و JJ Keith - La Carte Postale – Vivian Goffette - Victor – Simon Sandquist و Joel Bergvall | جایزه اسکار بهترین پویانمایی کوتاه - 'خرگوش – کریس ودج - The Canterbury Tales – Christopher Grace و Jonathan Myerson - Jolly Roger – Mark Baker - بیشتر – Mark Osborne و Steve Kalafer - When Life Departs – Karsten Kiilerich و Stefan Fjeldmark |
| جایزه اسکار بهترین موسیقی فیلم - 'زندگی زیباست – نیکولا پیووانی - الیزابت – دیوید هیرشفلدر - Pleasantville – رندی نیومن - نجات سرباز رایان – جان ویلیامز - خط باریک سرخ – هانس زیمر | جایزه اسکار بهترین موسیقی فیلم - 'شکسپیر عاشق – استیون واربک - زندگی یک حشره – رندی نیومن - مولان – ماتیو وایلدر، David Zippel و جری گلدسمیت - پچ آدامز – مارک شیمن - شاهزاده مصر – استفان شوارتز و هانس زیمر |
| جایزه اسکار بهترین تدوین صدا - 'نجات سرباز رایان – گری رایدستورم و ریچارد هیمنز - آرماگدون – George Watters II - نقاب زورو – David McMoyler | Best Sound - 'نجات سرباز رایان – گری رایدستورم، گری سامرز، Andy Nelson و Ron Judkins - آرماگدون – Kevin O'Connell, Greg P. Russell و Keith A. Wester - نقاب زورو – Kevin O'Connell, Greg P. Russell و Pud Cusack - شکسپیر عاشق – Robin O'Donoghue, Dominic Lester و Peter Glossop - خط باریک سرخ – Andy Nelson, انا بلمر و Paul Brincat |
| جایزه اسکار بهترین طراحی صحنه - 'شکسپیر عاشق – کارگردان هنری: Martin Childs; Set Decoration: Jill Quertier - الیزابت – کارگردان هنری: John Myhre; Set Decoration: Peter Howitt - Pleasantville – کارگردان هنری: Jeannine Oppewall; Set Decoration: Jay Hart - نجات سرباز رایان – کارگردان هنری: Tom Sanders; Set Decoration: Lisa Dean Kavanaugh - چه رویاهایی که می‌آیند – کارگردان هنری: Eugenio Zanetti; Set Decoration: Cindy Carr | جایزه اسکار بهترین فیلمبرداری - 'نجات سرباز رایان – یانوش کامینسکی - A Civil Action – کنراد هال - الیزابت – رمی ادفاراسین - شکسپیر عاشق – Richard Greatrex - خط باریک سرخ – جان تول |
| Best Makeup - 'الیزابت – Jenny Shircore - نجات سرباز رایان – Lois Burwell, Conor O'Sullivan و Daniel C. Striepeke - شکسپیر عاشق – Lisa Westcott و Veronica Brebner | جایزه اسکار بهترین طراحی لباس - 'شکسپیر عاشق – سندی پاول - Beloved – کالین اتوود - الیزابت – الکزاندرا برن - Pleasantville – Judianna Makovsky - Velvet Goldmine – سندی پاول |
| جایزه اسکار بهترین تدوین - 'نجات سرباز رایان – مایکل کان - زندگی زیباست – سیمونا پاجی - خارج از دید – آن وی. کوتس - شکسپیر عاشق – David Gamble - خط باریک سرخ – بیلی وبر، لسلی جونز و Saar Klein | جایزه اسکار بهترین جلوه‌های تصویری - 'چه رویاهایی که می‌آیند – Joel Hynek, Nicholas Brooks, Stuart Robertson و Kevin Mack - آرماگدون – Richard R. Hoover, Pat McClung و John Frazier - جو یانگ نیرومند (فیلم ۱۹۹۸) – ریک بیکر, Hoyt Yeatman, Allen Hall و Jim Mitchell |

## جایزه اسکار افتخاری
- الیا کازان[۴]

## جایزه اسکار یادبود ایروینگ جی. تالبرگ
- نورمن جویسون[۵]

## فیلم‌های با بیش از یک جایزه یا نامزدی
| نامزدها | فیلم                  |
| ------- | --------------------- |
| 13      | شکسپیر عاشق           |
| 11      | نجات سرباز رایان      |
| ۷       | الیزابت               |
| ۷       | زندگی زیباست          |
| ۷       | خط باریک سرخ          |
| 4       | آرماگدون              |
| ۳       | خدایان و هیولاها      |
| ۳       | Pleasantville         |
| ۳       | نمایش ترومن           |
| ۲       | رنج                   |
| ۲       | ایستگاه مرکزی         |
| ۲       | فعالیت مدنی           |
| ۲       | هیلاری و جکی          |
| ۲       | نقاب زورو             |
| ۲       | خارج از دید           |
| ۲       | رنگ‌های بنیادین        |
| ۲       | شاهزاده مصر           |
| ۲       | A Simple Plan         |
| ۲       | چه رویاهایی که می‌آیند |

| جوایز | فیلم             |
| ----- | ---------------- |
| 7     | شکسپیر عاشق      |
| 5     | نجات سرباز رایان |
| 3     | زندگی زیباست     |